# Толстянка яйцевидная
Толстянка яйцевидная, или Толстянка овальная (лат. Crassula ovata) — вид суккулентных растений рода Толстянка (Crassula) семейства Толстянковые (Crassulaceae).
Вероятно, это один из наиболее распространенных видов в Южной Африке, который известен во всем мире как декоративное растение как для выращивания в помещении, так и на открытом воздухе.

## Название
Родовое латинское название Crassula происходит от латинского слова crassus, — «толстый», в основном из-за присутствия у растений этого рода сочных листьев. Видовой латинский эпитет ovata происходит от лат. ovatus — «яйцеобразный, яйцевидный».
Другие распространенные народные названия включают «денежное дерево», «пенни-растение», «долларовое растение» и «дерево счастья».

## Ботаническое описание
Многолетний кустарник достигает высоты 1-1,5(-2,5) м, с часто разветвленными стеблями диаметром до 0,2 м. Старые листья опадают. Листья обычно сидячие или имеют черешок длиной до 4 мм; их пластинка может быть от эллиптической до эллиптически-обратно-ланцетной, размерами 20-30(-40) x 10-18(-22) мм. Вершина заостренная или мукронированная, основание клиновидное, лист дорзивентрально уплощенный, но слегка выпуклый с обеих сторон. Он обычно зеленый, иногда блестящий.

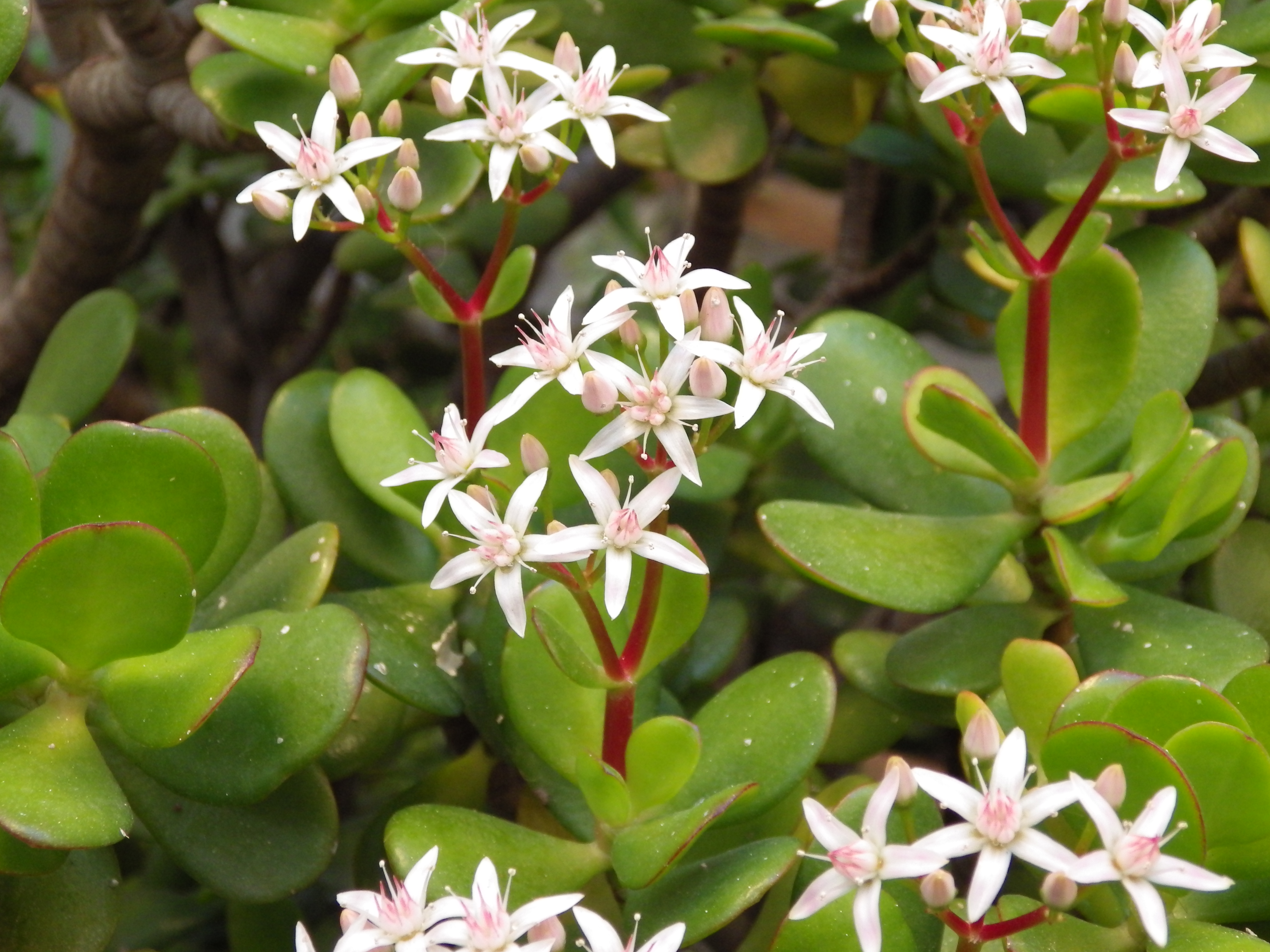
Соцветия

Соцветие представляет собой округлый тирс с 1-несколькими дихазиями; цветонос достигает длины 10-30(-40) мм. Чашечка состоит из широкотреугольных долей, длиной 1-2 мм, заостренных с отчетливым ребром к вершине. Они мясистые, голые, зеленые. Венчик звездчатый, сросшийся у основания на 0,5-1 мм, белый, иногда с розовым оттенком; доли эллиптически-ланцетные, (5-)7-10 мм длиной, остро заостренные и более или менее капюшонистые, слегка ребристые, расходящиеся примерно под прямым углом к цветоножкам. Тычинки с фиолетовыми пыльниками. Плоды представляют собой листовки длиной 3-3,25 мм, имеющие косо-продолговато-яйцевидную форму.

## Распространение и экология

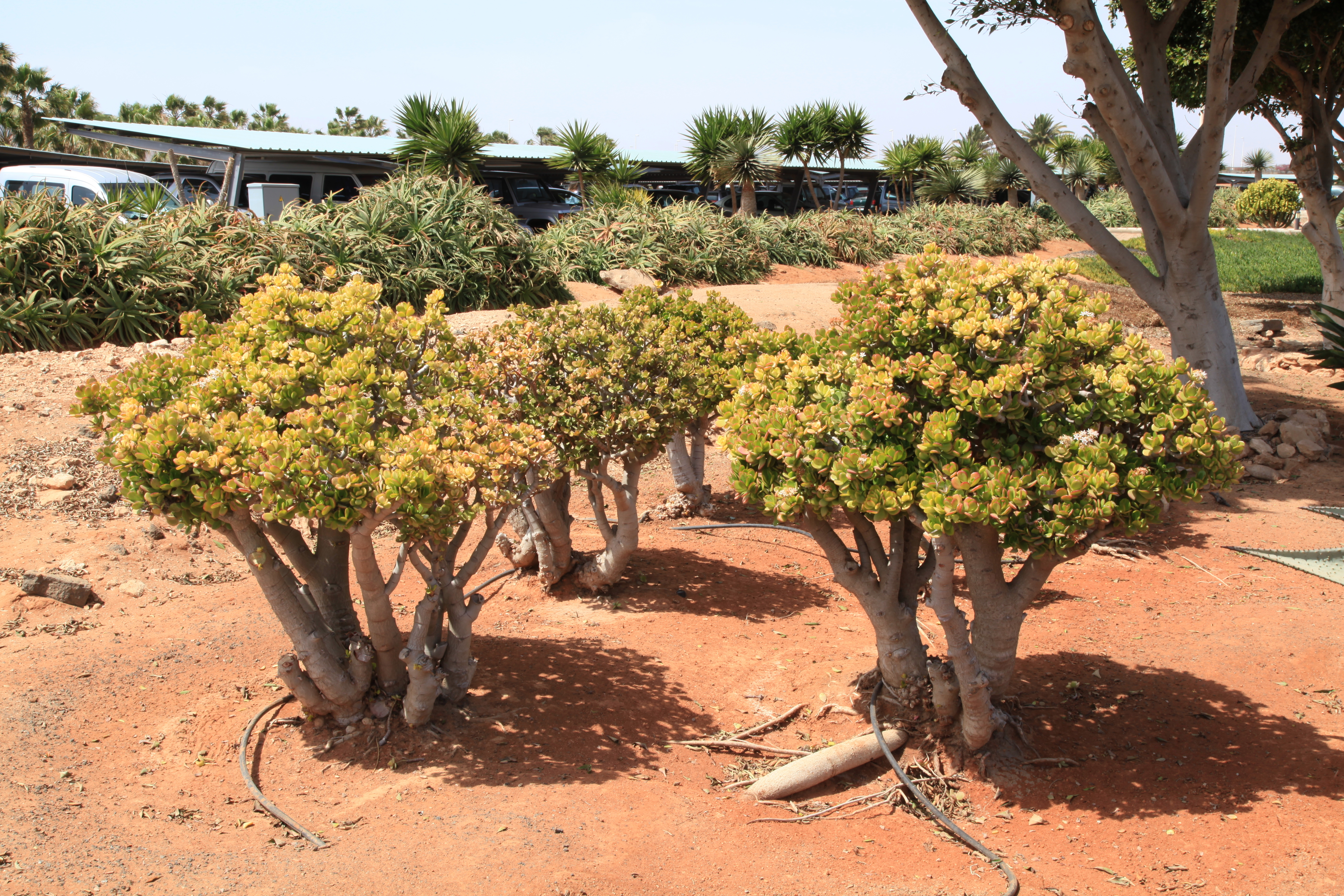
Пуэрто-дель-Росарио (Канарские острова)

Растение естественно произрастает на территории Квазулу-Натала и Капской провинции Южно-Африканской Республики, а также в Мозамбике. Был интродуцирован в Калифорнию, на Канарские острова, Мадейру, Испанию и на остров Святой Елены.
На территории Южной Африки этот вид обитает на скалистых склонах или в оврагах, находящихся под прямыми солнечными лучами. Он встречается на лугах под откосом, в Нижнем Кару, на саваннах под откосом, в зарослях Олбани и на восточных участках Финбос-Реностервельда.
Гербарный материал этого вида обычно легко идентифицируется, так как более старые листья часто покрыты серебристыми чешуйками в отличие от порошкообразного налета у Crassula arborescens. Размеры и формы листьев значительно различаются, и во влажных районах Натала их размеры приближаются к размерам Crassula arborescens, которые встречаются к западу от Принс-Альберта (en).

## Таксономия

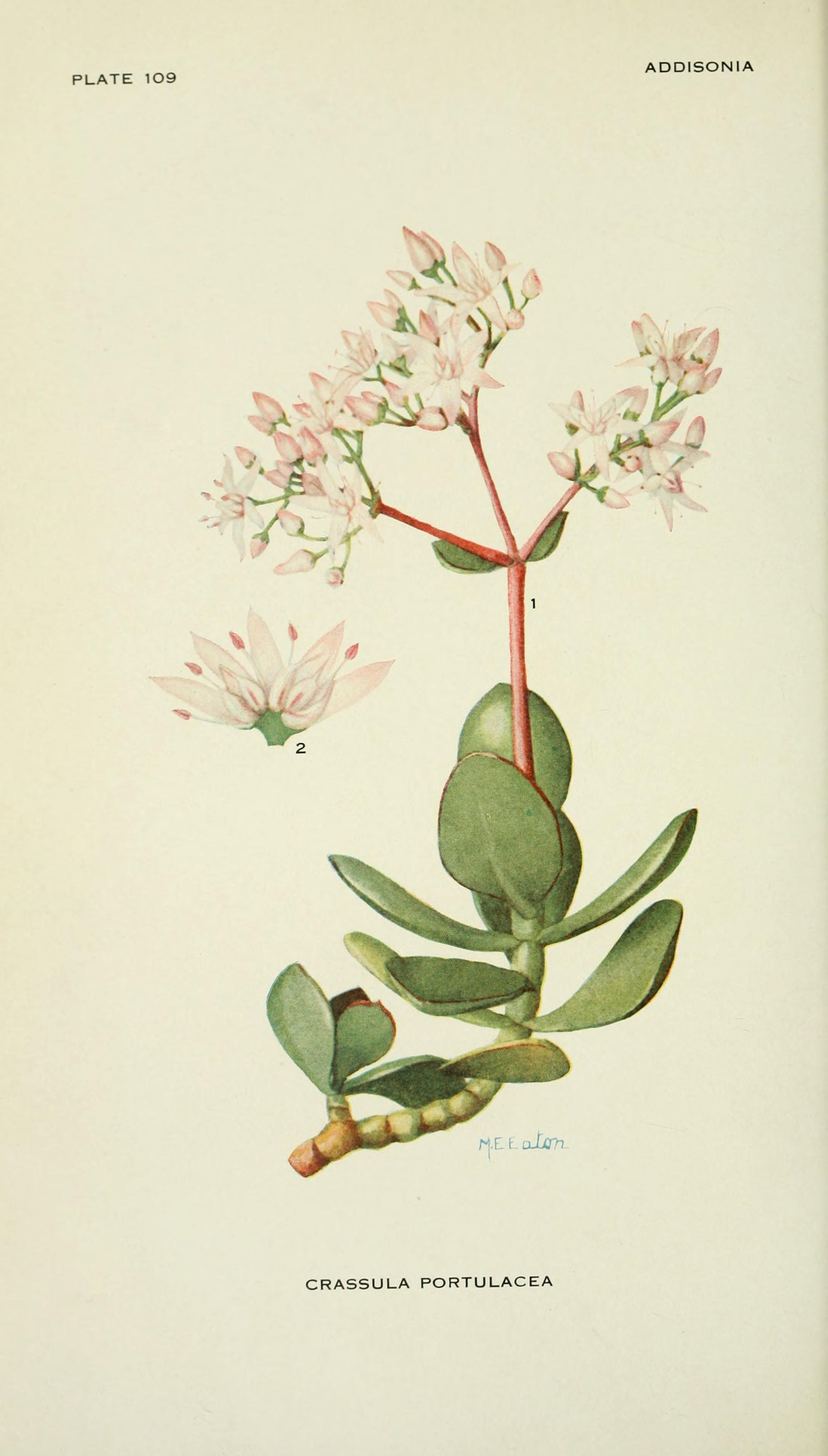
Ботаническая иллюстрация

Crassula ovata (Mill.) Druce, первое упоминание в Rep. Bot. Soc. Exch. Club Brit. Isles 1916: 617 (1917).

### Синонимы
Гомотипные (основанные на одном и том же номенклатурном типе):
- Cotyledon ovata Mill. (1768)
- Toelkenia ovata (Mill.) P.V.Heath (1993)

Гетеротипные (основанные на разных номенклатурных типах):
- Cotyledon lutea Lam. (1786), nom. illeg.
- Crassula argentea Thunb. (1778)
- Crassula articulata Zuccagni (1806)
- Crassula lucens Gram (1941)
- Crassula nitida Schönland (1903)
- Crassula obliqua Aiton (1789)
- Crassula portulacea Lam. (1786)

## Выращивание

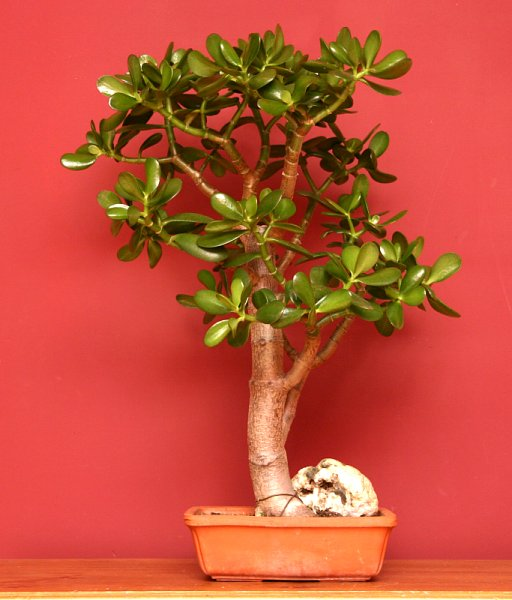
Толстянка яйцевидная в качестве бонсая

Крассула яйцевидная выращивается легко. Она хорошо растет на солнце или в полутени, но цветет лучше всего на солнечном месте. Рекомендуется удобрять её компостом, органическими или неорганическими удобрениями, избегая избыточного полива. Это растение устойчиво к засухе, ветру и солёным условиям. Хотя оно произрастает в районах без морозов, оно должно выдерживать зимнюю температуру не ниже -1 °C (зона 10), но рекомендуется защищать его от мороза, чтобы избежать повреждения цветов.
Размножение осуществляется семенами или черенками. Семена можно сеять весной, летом или осенью в районах, где не бывает морозов. Сеянцы можно обработать фунгицидом, чтобы предотвратить гниение. Черенки укореняются в любое время года, но оптимальное укоренение достигается летом. Для предотвращения гниения их следует держать достаточно сухими.

### Сорта
- Crassula ovata 'Hummel's Sunset' (Mill.) Druce[6] – листья блестящие и приобретают эффектный цвет при выращивании на солнце, особенно зимой, зеленые с золотисто-желтыми и красными краями[7].
- Crassula ovata 'Solana' (Mill.) Druce –  листовые пластинки с несимметричными насыщенно-желтыми полосами. Их количество различное на соседних побегах, бывают ветви совсем зеленые. Их срезают, потому что со временем они полностью вытесняют пёстролистные части растения[6].
- Crassula ovata 'Tricolor' (Mill.) Druce – листья с отчетливыми продольными белыми полосами и красноватой окантовкой разной ширины по всему периметру пластинки[6].
- Crassula ovata 'Gollum'Crassula ovata 'Gollum' – имеет листья почти трубчатой формы[7].

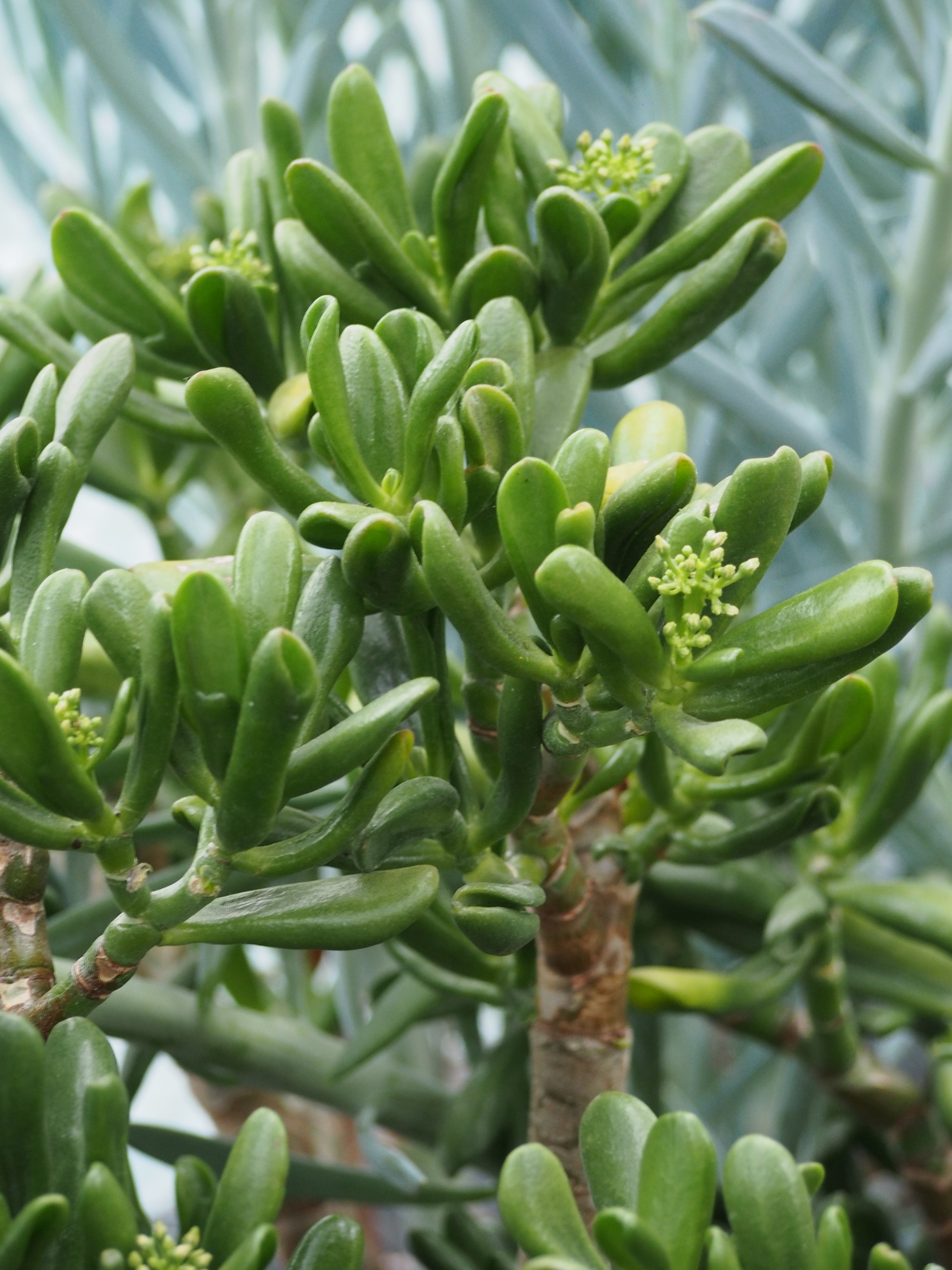
'

- Crassula ovata 'Hobbit' – имеет листья пальцеобразной формы[7].
- Crassula ovata 'Lemon & Lime' – по внешнему виду близок к Crassula ovata, но с блестящими кремовыми полосками на ложковидных листьях. Как и его полностью зеленый родственник, у него толстый ствол[7].